# Bodil Lindorff
Bodil Magna Lindorff (* 14. Mai 1907 in Kopenhagen; † 12. Juli 1999 ebenda) war eine dänische Schauspielerin.

## Leben
Bodil Lindorff war die Tochter von Axel Lars Lindorff († 1940) und Else Christiansen († 1941). Ihre Schwester Henny Lindorff Buckhøj war ebenfalls als Schauspielerin tätig.
Sie absolvierte ihre Schauspielausbildung von 1925 bis 1928 an der Eleveskole des Königlichen Theaters Kopenhagen, wo sie auch als Darstellerin ihr Bühnendebüt hatte. Sie wirkte im Laufe ihrer Karriere als Bühnendarstellerin bei zahlreichen Theaterstücken, Musicals und in Varieté-Shows mit. Sie stand unter anderem auch am Folketeatret, am Aarhus Teater, am Odense Teater, am Betty-Nansen-Theater oder am Frederiksberg-Theater auf der Bühne. Ab 1940 wirkte sie als Schauspielerin vor der Kamera in mehr als 30 Film-und-Fernsehproduktionen mit. Sie war bis ins hohe Alter als Schauspielerin aktiv.
Bodil Lindorff war ab dem 4. Mai 1929 mit dem aus Odense stammenden Lehrer Knud Høyer (1901–?) verheiratet. Aus dieser Ehe ging ihre Tochter hervor, die Schauspielerin Lone Lindorff (* 1937). Sie starb im Juli 1999 im Alter von 92 Jahren. Ihre Grabstätte befindet sich auf dem Mariebjerg-Kirkegard in Gentofte.

## Filmografie (Auswahl)
- 1940: So ein Mädel vergisst man nicht
- 1947: Verflixte Rangen
- 1953: Sønnen
- 1960: Die Winslow-Affäre
- 1963: Tartuffe
- 1977: Die Brüder Löwenherz
- 1980: Der Augenblick
- 1981: Belladonna
- 1983: Der Schrei des Dornenvogels
- 1994: Carlo und Esther
- 1996: Bryggeren (Fernsehserie)
- 1997: Taxa (Fernsehserie)